# 帕潘库里奇
帕潘库里奇（英文：Pappankurichi），是印度泰米尔纳德邦Tiruchirappalli县的一个城镇。总人口20439（2001年）。

## 人口
该地2001年总人口20439人，其中男性10286人，女性10153人；0—6岁人口2143人，其中男1078人，女1065人；识字率77.65%，其中男性为82.36%，女性为72.87%。